# グラスゴー市電
グラスゴー市電（グラスゴーしでん、英語: Glasgow Corporation Tramways）は、かつてイギリス（スコットランド）の都市・グラスゴーに存在した公営の路面電車。大規模な路線網を有し、第二次世界大戦後も近代的な車両を多数導入していたが、1962年までに廃止された。

## 歴史

### 馬車鉄道時代
グラスゴー市内における最初の軌道交通は、1872年8月19日に開通した馬車鉄道である。前年の1871年から建設が開始されたこの路線は、1870年にグラスゴー市議会によって制定されたグラスゴー軌道法（Glasgow Street Tramways Act 1870）によって計画が行われた経緯を持ち、この法令に基づき運営は民間企業のグラスゴー軌道・乗合馬車会社（Glasgow Tramway and Omnibus Company）によって実施された。その後、同社はグラスゴー市内に大規模な馬車鉄道網を建設した一方、1891年には運営権をグラスゴー市が継承する事が決定したものの、グラスゴー軌道・乗合馬車会社との交渉は難航し、最終的に運営権が移管されたのは1894年7月となった。
一方、この運営権移管の決定と同時にグラスゴー市内の馬車鉄道を近代化する決定が下され、各都市の軌道路線の視察を経て、路面電車を導入する事が決定した。そして1898年10月13日、最初の電化区間が開通し、1902年までに馬車鉄道の路線は全線電化された。この電化にあたり1階建て電車が21両、2階建て電車が2両導入され、そのうち後者は「スタンダード（Standard）」とも呼ばれ改良を重ねながら長期に渡って製造される事となった。

### 第二次世界大戦まで
第一次世界大戦以降、グラスゴー市はエアドリー・アンド・コートブリッジ軌道を運営していたエアドリー・アンド・コートブリッジ軌道トラスト（Airdrie and Coatbridge Tramways Trust）を1921年12月に、ペイズリー・ディストリクト軌道会社（Paisley District Tramways Company）を1923年に買収し、グラスゴー市外にも市電の路線網を拡大した。車両の近代化も進み、1920年代からはボギー式2階建て電車の導入も進められた。1927年の時点でグラスゴー市電は129.5 mi (208.4 km)の路線網、約1,100両もの車両を有していた。ただし、橋梁の建て替えなどの要因も含め、1920年代から1930年代には一部の区間が廃止されている。
一方、同時期には路線バスが運行を開始し、更にトロリーバス建設の計画も立ち上がったものの、この時点で転換は進まず、グラスゴー市内の公共交通機関の主力は路面電車であった。しかし1930年代後半以降、高額な路面電車車両の増備に代わりバスの本格的な導入が始まっている。

### 第二次世界大戦後、廃止まで
空襲を始めとした第二次世界大戦の被害からの復旧を経た1940年代後半以降もグラスゴー市電は延伸や新造車両の導入が積極的に行われたが、1949年4月以降、トロリーバス（グラスゴー・トロリーバス）の開通や路線バスの拡充、そして施設や車両の老朽化により、路線の廃止が順次行われるようになった。1950年代からは路面電車の今後についての議論も盛んに行われるようになり、1956年に実施されたグラスゴー市議会の投票では一旦市電の全廃が否決されたものの、同年からはグラスゴー市外の路線網の廃止も始まり、翌1957年には将来的な市電の全廃の可能性が初めて発表された。そして1958年、市議会は路面電車網を路線バスへ置き換える事を最終決定した。
以降、グラスゴー市電は急速に路線網を縮小していき、1961年時点で残された車両は188両、路線網も3系統（9号・15号線・26号線）に縮小した。そして、翌1962年3月に15号線、6月に26号線が廃止され、9月に営業運転を終了した9号線をもってグラスゴー市電の歴史に幕が下ろされた。

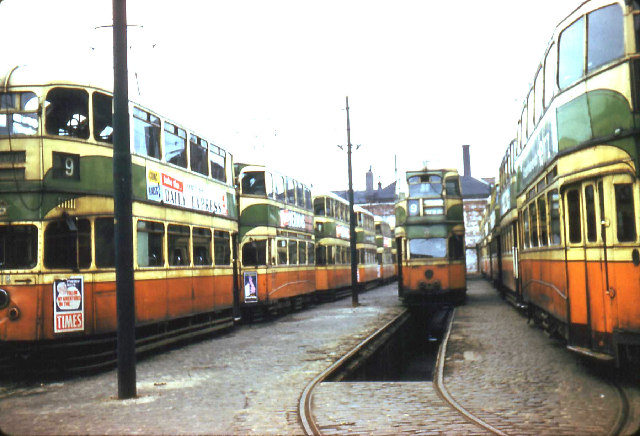
廃止直前のグラスゴー市電（1962年撮影）

## 軌間について
グラスゴー市電は開通から廃止まで、4 ft 7+3⁄4 in (1,416 mm)という独特な軌間が用いられていた。これは、グラスゴー市電の路線に鉄道線（軌間4 ft 8+1⁄2 in (1,435 mm)、標準軌）用の貨車を乗り入れさせていた都合によるもので、軌間が鉄道線と異なるのは市電用車両と鉄道線用車両の車輪の形状が異なる事が理由であった。

## 車両
前述の通り、グラスゴー市電では電化開業時に1階建て電車と2階建て電車双方が導入されたが、以降標準型車両として導入されたのは2階建て電車であり、各地の路面電車から継承した車両を除いた大半の車両はグラスゴー市電のコプラウヒル車両基地（Coplawhill Tramcar Works）で製造された。1962年の廃止以降もグラスゴーを始めイギリス各地に多くの車両が保存されている他、一部の車両はアメリカ合衆国やフランスへ輸出された。以下、代表的な旅客用車両について記す。
- 「スタンダード（Standard）」 - 電化開業時に導入された両運転台・2軸式の2階建て電車。1898年から1924年までに1,005両が製造され、イギリスにおいて2番目に製造両数が多い路面電車車両となり、廃止前年の1961年まで営業運転に用いられた。量産の過程では車内の密閉化、制動装置の変更を始めとした改良が実施された他、片運転台化や1階建て化などの改造が行われた車両も存在する[4][21][22][23][24]。
- 「キルマーノック・ボギー（Kilmarnock Bogie）」 - ロンドンの2階建て路面電車車両を基に設計された車両。「スタンダード」に類似した車体を持つ一方で台車はボギー台車が採用されており、愛称の「キルマーノック」はこの台車を製造した企業名（Kilmarnock Engineering Company）に由来する。1961年まで使用された[9][21][25]。
- 「コロネーション（Coronation）」 - 流線形状の車体を有する2階建て電車。1930年代後半から1940年代初頭に製造された車両と、1948年に起きた車庫の火災を受けてリヴァプール市電から購入した台車や電気機器を用いて製造された車両が存在する[9][11][22][26]。
- 試作車（1001 - 1004、6） - 製造費用が高額となった「コロネーション」に代わる安価な車両の検討用として1930年代後半以降製造された2階建ての試作車。そのうち「6」は、1941年の空襲で廃車となった「スタンダード」車両の代替として製造された経緯を持つ。1959年まで使用された[10][27]。
- 試作車（1005） - 1947年に製造された試作車。「コロネーション」を始めとした従来の車両よりも定員数を増加させるため、左側通行に対応した片運転台式の車両として製造された。その後、1956年に両運転台車両への改造が行われ、グラスゴー市電廃止まで使用された[11][17][28]。
- 「キュナーダー（Cunarder）」 - 「コロネーション」を改良した2階建て電車。1948年から1952年にかけて100両が導入された[11][16][22][29]。
- 「グリーン・ゴッデス（Green Goddess）」  - 老朽化した車両の置き換えを目的に、リヴァプール市電から譲受した流線形の2階建て電車。1953年から1954年にかけて47両が導入されたが、台枠の下垂や雨水の浸入といった不具合の頻発により使用は1960年までの短期間に終わった[12][13][16][30]。

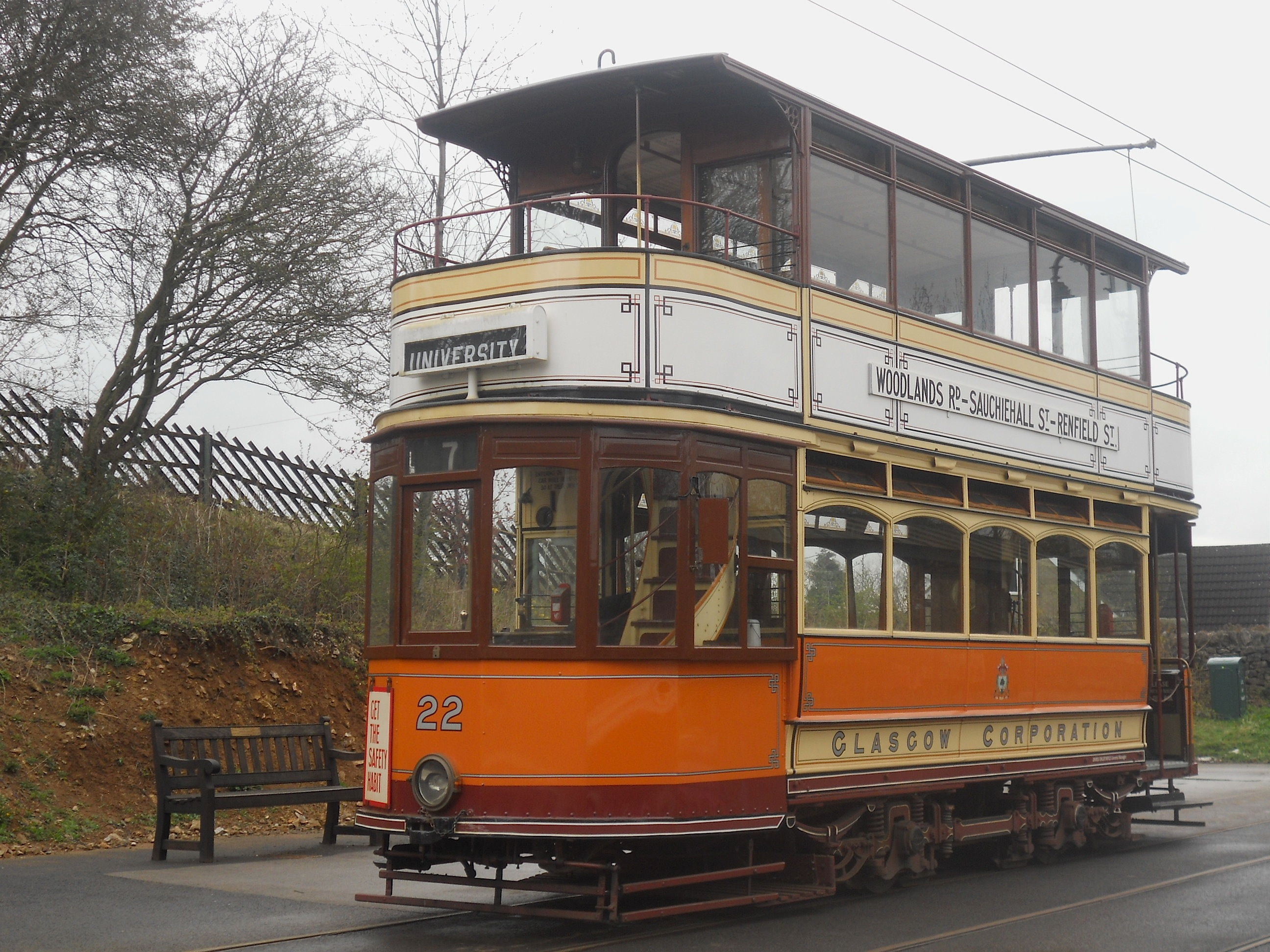
「スタンダード」（2012年撮影）
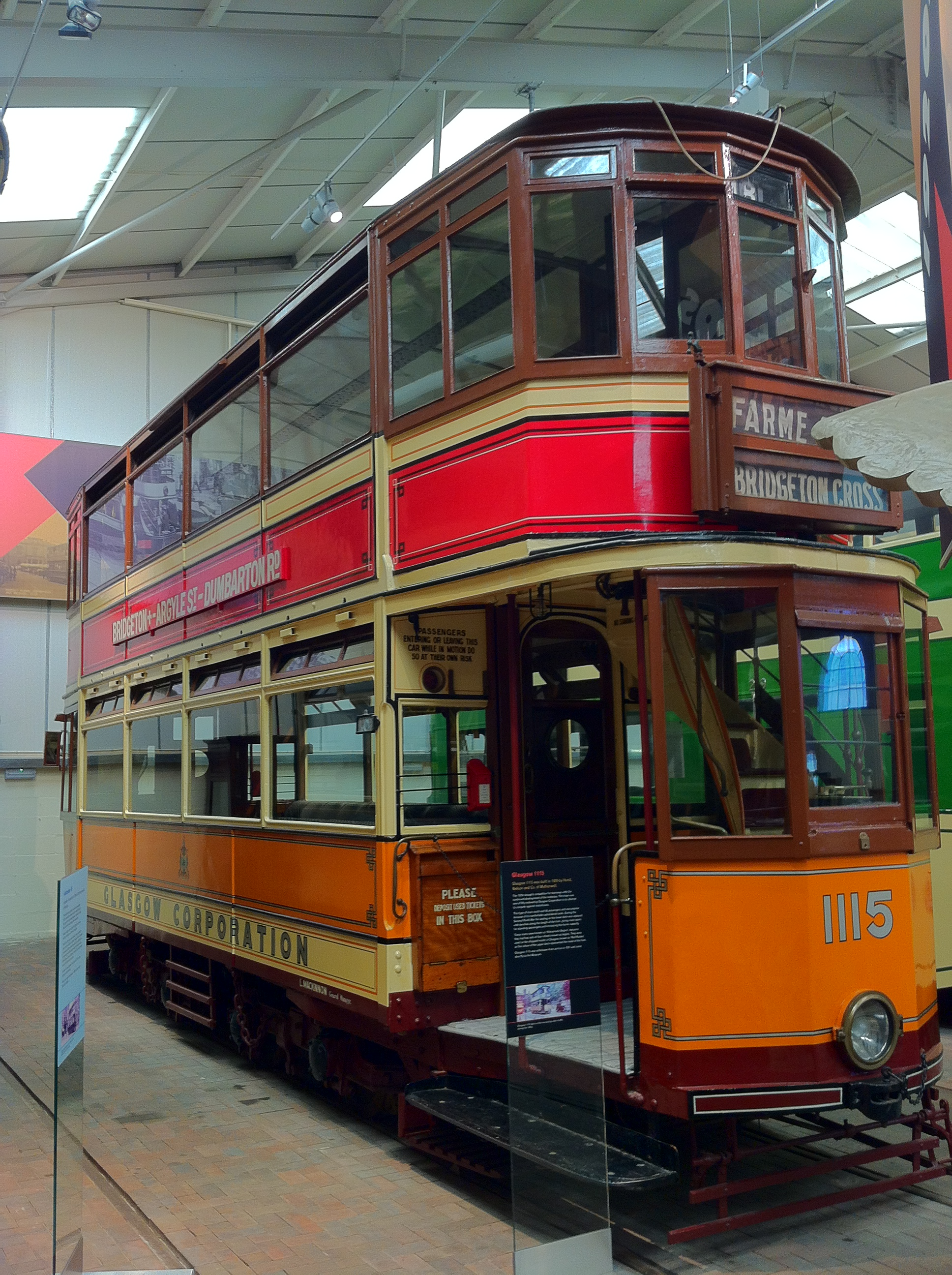
「キルマーノック・ボギー」（2012年撮影）
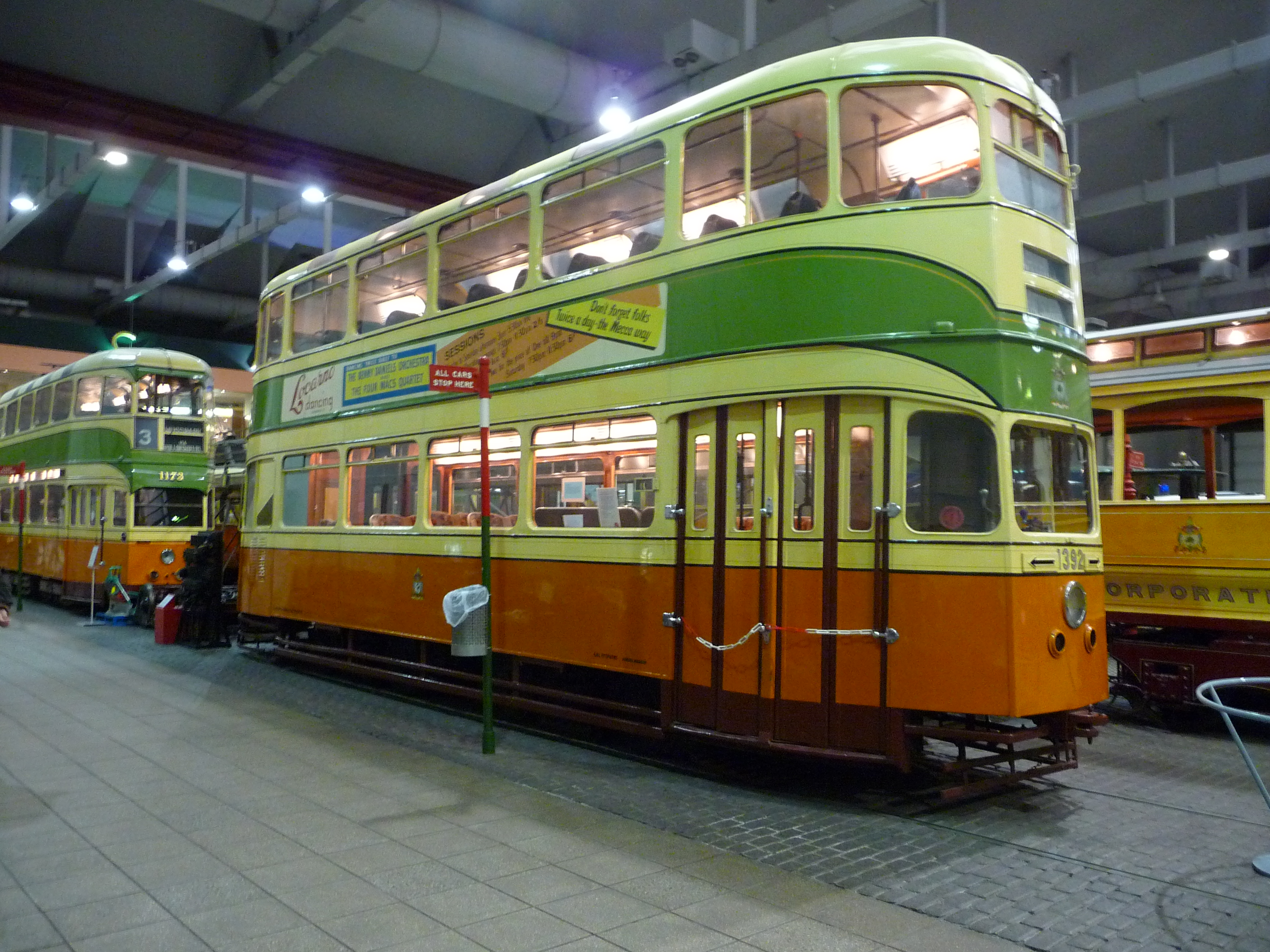
「コロネーション」（2010年撮影）
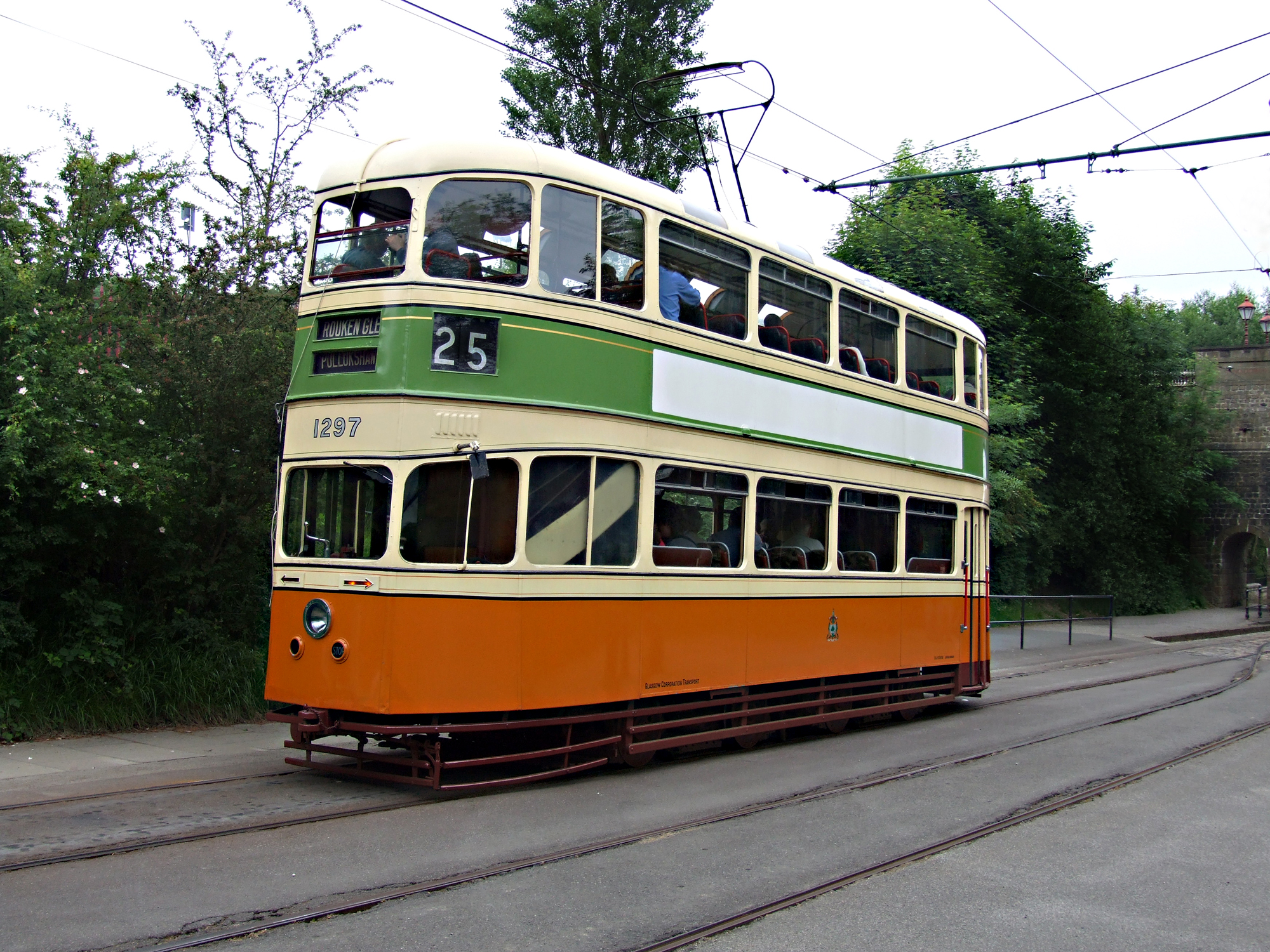
「キュナーダー」（2009年撮影）
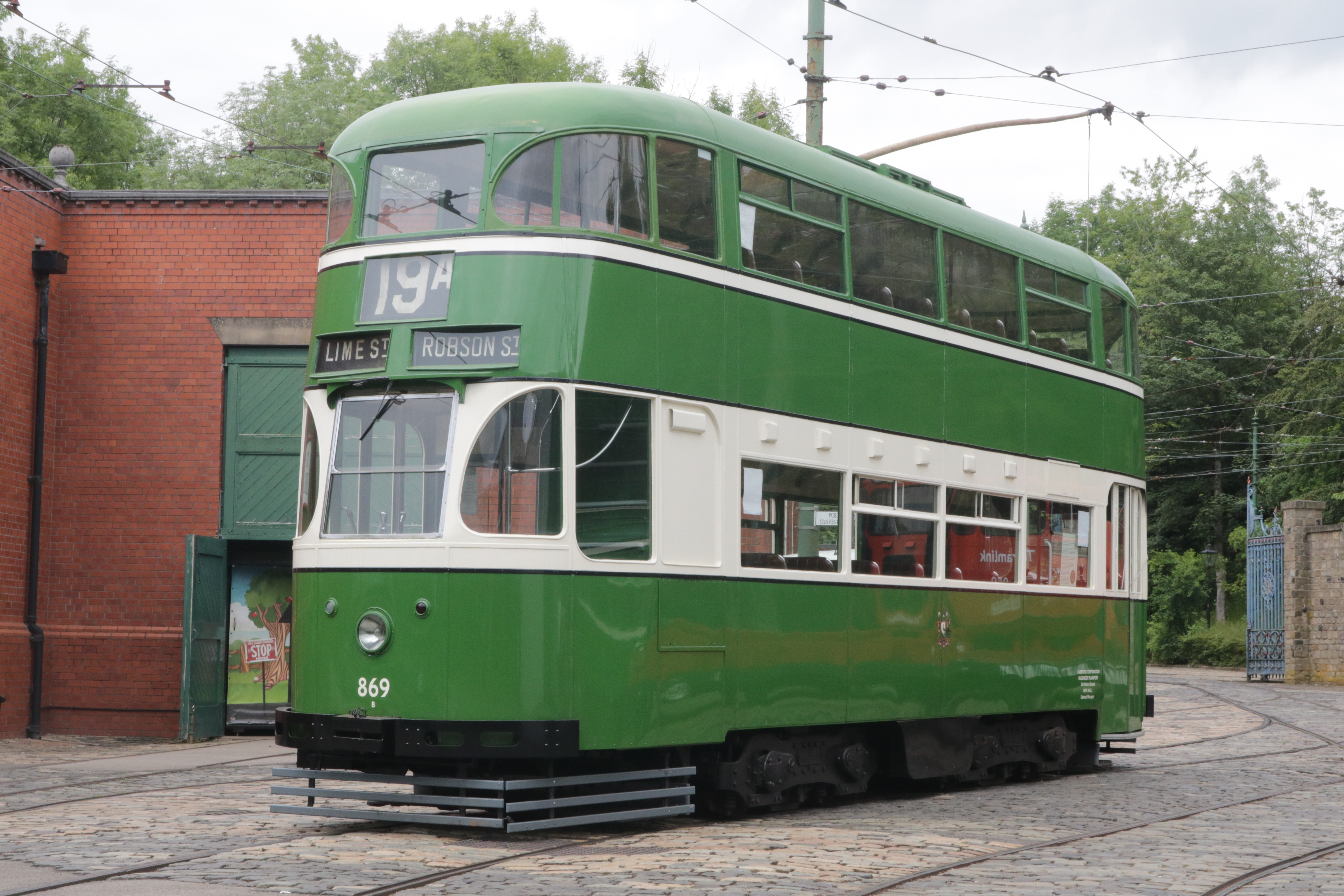
「グリーン・ゴッデス」（2019年撮影）